# Силата на един човек
„Силата на един човек“ (на английски: The Power of One) е драматичен филм от 1992 г.
Базиран е на едноименния роман от 1989 г. на Брайс Кортеней, чийто сюжет се развива в Южна Африка по време на Втората световна война. Режисиран и монтиран от Джон Авилдсън. във филма участват Стивън Дорф, Джон Гилгуд, Морган Фрийман, Армин Мюлер-Щал и Даниъл Крейг в пълнометражния му дебют в киното.